# Acetoacetato de etila
O Acetoacetato de etila é um composto químico do grupo dos ácidos carboxílicos, mais precisamente o éster etílico do ácido 3-oxobutanóico. É utilizado primariamente como intermediário na indústria química, na produção de uma grande variedade de compostos tal como aminoácidos, analgésicos, antibióticos, agentes antimaláricos, antipirina, aminopirina e vitamina B1. Também encontra emprego na fabricação de corantes, perfumes, lacas e plásticos.  É utilizado como aditivo alimentar.

## Preparação
Os processos industriais de preparação do éster acetoacético envolvem a reação do etanol com o diceteno.
Um método mais tradicional é a Condensação de Claisen , conforme descrito pela primeira vez por Johannes Wislicenus. 
Dois moles de acetato de etila se condensam formando um mol de acetoacetato de etila e um de etanol.

## Propriedades
O acetoacetato de etila é um líquido incolor de aspecto oleoso. O grupamento metileno ativado entren as duas carbonilas é muito reativo podendo ser facilmente alquilado, acilado ou halogenado. Os derivados do acetoacetato de etila assim funcionalizados podem ser hidrolisados com bases, formando ácidos carboxílicos ou com ácidos fortes, formando cetonas. O acetoacetato de etila apresenta marcantes propriedades tautoméricas (em n-hexano 46% do composto se apresenta na forma enólica).
É, portanto, um composto que apresenta uma ligação C–H dissociável, com pKs = 11, em que o ânion enolato é fortemente estabilizado por mesomeria.

## Utilização como reagente analítico
Uma solução de cloreto de ferro (III) toma cor violeta ao ser adicionada a uma solução aquosa de acetoacetato de etila devido a formação de um complexo.
Esta reação é pouco específica já que ocorre também com outros ß-Cetoácidos e seus ésteres.

## Literatura
- Hans Beyer, Wolfgang Walter: Lehrbuch der Organischen Chemie, 23. Auflage; S. Hirzel Verlag, Stuttgart - Leipzig 1998; ISBN 3-7776-0808-4.